# باليفيزوماب
باليفيزوماب (Palivizumab)، الذي يُباع تحت الإسم التجاري سيناجيس( Synagis) هو دواء يستخدم للوقاية من عدوى الفيروس المخلوي التنفسي الحاد (RSV) لدى الأشخاص المعرضين لخطر كبير.   وهذا يشمل الأطفال الذين تقل أعمارهم عن 6 أشهر والذين ولدوا قبل الأوان و أولئك الذين تقل أعمارهم عن عامين و الذين يعانون من أمراض معينة في القلب أو الرئة.  و يعطى مرة واحدة في الشهر عن طريق الحقن العضلي خلال موسم الفيروس المخلوي التنفسي.  
الآثار الجانبية الأكثر شيوعا لهذا العلاج هي: الحمى و الطفح الجلدي.  قد تشمل الآثار الجانبية الشديدة على الحساسية المفرطة وانخفاض الصفائح الدموية أيضاً.   لا يستخدم لدى البالغين.  و هو جسم مضاد وحيد النسيلة موجه ضد البروتين الاندماجي A لفيروس RSV، مما يمنع دخوله إلى خلايا الرئتين. 
تمت الموافقة على استخدام باليفيزوماب طبيًا في الولايات المتحدة في عام 1998 و أوروبا في عام 1999.   في كندا تبلغ التكلفة حوالي 7000 دولار كندي سنويًا في عام 2017.  في المملكة المتحدة يكلف حوالي 560 جنيهًا إسترلينيًا و في الولايات المتحدة يكلف حوالي 3200 دولارًا أمريكيًا مقابل 100 ملغ اعتبارًا من عام 2021.  